# Mariusz Ornoch
Mariusz Ornoch (ur. 10 listopada 1969) – polski lekkoatleta chodziarz.
Wystąpił na mistrzostwach świata w 1995 w Göteborgu w chodzie na 20 km, ale nie ukończył konkurencji. Trzykrotnie startował w Pucharze Świata w chodzie na 20 km: w PŚ w 1995 w Pekinie był 41., w PŚ w 1997 w Podiebradach – 32., a w PŚ w 1999 w Mézidon-Canon – ponownie 32.
Był halowym mistrzem Polski w chodzie na 5000 m w 1992 i wicemistrzem w 1993, a także brązowym medalistą mistrzostw Polski w chodzie na 20 km w 1995.
Rekordy życiowe Ornocha:
- chód na 20 km (szosa) – 1:21:33 (19 kwietnia 1997, Podiebrady)[1]
- chód na 5000 m (hala) – 19:40,41 (21 lutego 1993, Spała)[2]

Był zawodnikiem Flota Gdynia. Jego ojciec Eugeniusz i stryj Jan również byli znanymi chodziarzami, reprezentantami Polski na imprezach mistrzowskich.